# EU-Kartellkampagne gegen Google
Ab 2020 hat die Europäische Kommission drei separate kartellrechtliche Ermittlungen gegen Google wegen Verstoßes gegen das EU-Wettbewerbsrecht aufgrund seiner beherrschenden Stellung eingeleitet. Diese Fälle haben zu formellen Anklagen gegen Google im Zusammenhang mit Google Shopping, Google AdSense und dem Android-Betriebssystem geführt. Bisher wurde Google in Fällen im Zusammenhang mit Google AdSense und Android (Betriebssystem) des Kartellrechts für schuldig befunden und mit einer Geldstrafe von über €8 Milliarden belegt.

## Geschichte
Das Aufkommen digitaler Märkte (und diese jüngsten Ereignisse) hat die Frage aufgeworfen, ob die bestehenden wettbewerbsrechtlichen Regeln geeignet sind, die durch die technologische Revolution verursachten Wettbewerbsherausforderungen zu bewältigen.
Daher ist Dominanz nach den EU-Kartellvorschriften nicht illegal. Dominante Unternehmen wie Google haben jedoch die besondere Verantwortung, ihre starke Marktposition nicht durch Einschränkung des Wettbewerbs zu missbrauchen, weder auf dem Markt, auf dem sie dominieren, noch auf getrennten Märkten.

### Zeitleiste
- Am 10. November 2010 leitete die Europäische Kommission eine förmliche Untersuchung des Suchalgorithmus von Google ein, nachdem kleinere Webunternehmen eine Reihe von Beschwerden eingereicht hatten, wonach Google die Platzierung der in den Google-Suchergebnissen zurückgegebenen Ergebnisse herabgestuft und Google seinen eigenen Produkten vorgezogen habe.[3]
- Bis Ende 2014 haben mehr als 30 europäische Unternehmen die Europäische Kommission mit der Registrierung ihrer Beschwerden gegen Google beauftragt.
- Am 15. April 2015, fünf Jahre nach der Untersuchung, veröffentlichte die Europäische Kommission ihre erste Mitteilung der Beschwerdepunkte gegenüber Google im Zusammenhang mit der bevorzugten Behandlung ihres Google Shopping-Produkts (einschließlich der Google-Produktsuche) in den Suchergebnissen.[4]
- Am 27. Juni 2017 wurde Google für schuldig befunden und mit einer Geldstrafe von €2,4 Milliarden (ca. $2,7 Milliarden) belegt.[5][6] Dies ist die höchste von der Europäischen Kommission verhängte Geldbuße. Google hat die Vorwürfe der Europäischen Union zurückgewiesen und eine Erklärung abgegeben, wonach „seine Dienste zum Wachstum der digitalen Wirtschaft in der Region beigetragen haben“. Die Geldbuße machte 2016 etwas mehr als 2,5 % des Umsatzes von Google aus.
- Am 19. Juli 2018 verhängte die Europäische Kommission gegen Google eine Geldbuße in Höhe von €4,3 Milliarden (ca. $5 Milliarden).[7][8][9] Google antwortete, es würde gegen die Geldbuße Berufung einlegen, was im Oktober 2018 der Fall war.[10]
- Am 20. März 2019 forderte die Europäische Kommission Google auf, €1,49 Milliarden  ($1,69 Milliarden) als Geldstrafe für die Unterdrückung des Wettbewerbs im Online-Werbesektor zu zahlen.[11][12] Es ist das dritte kartellrechtliche Bußgeld gegen den Suchmaschinenriesen.[13]

### Liste der Beschwerdeführer
Mehr als 30 europäische Unternehmen haben ihre Beschwerden gegen Google über die Europäische Kommission registriert. Die Teilliste enthält Folgendes:
- Bundesverband Digitalpublisher und Zeitungsverleger
- Expedia
- Guenstiger.de
- TripAdvisor
- Verband Deutscher Zeitschriftenverleger
- Visual Meta
- Yelp, Inc.

## Aktueller Status der Fälle
Die Schlussfolgerungen der Europäischen Kommission zu allen drei Fällen gegen Google hängen von ihrer Dominanz in bestimmten Märkten ab, die in direktem Zusammenhang mit Missbrauch stehen. Sie weisen darauf hin, dass es Google gelungen ist, seine Marktmacht durch wettbewerbswidrige Praktiken auf verwandten (mehr oder weniger starken) Online-Plattformen zu nutzen und zu festigen.
Stand: 10. Februar 2020 – Ein Fall ist aktiv. Fallnummer: T-612/17 – Google gegen Europäische Kommission.